# آک‌نظروو (شهرستان خایبولینسکی، باشقیرستان)
آک‌نظروو (انگلیسی: Aknazarovo, Khaybullinsky District, Republic of Bashkortostan) یک شهرک در شهرستان خایبولینسکی استان باشقیرستان کشور روسیه است.